# 古富士泥流
古富士泥流（こふじでいりゅう）とは、今から約10万年前の富士山の古富士期と呼ばれる火山活動のうち、特に2 - 3万年前の噴出物が堆積した地層の一種。

## 概説

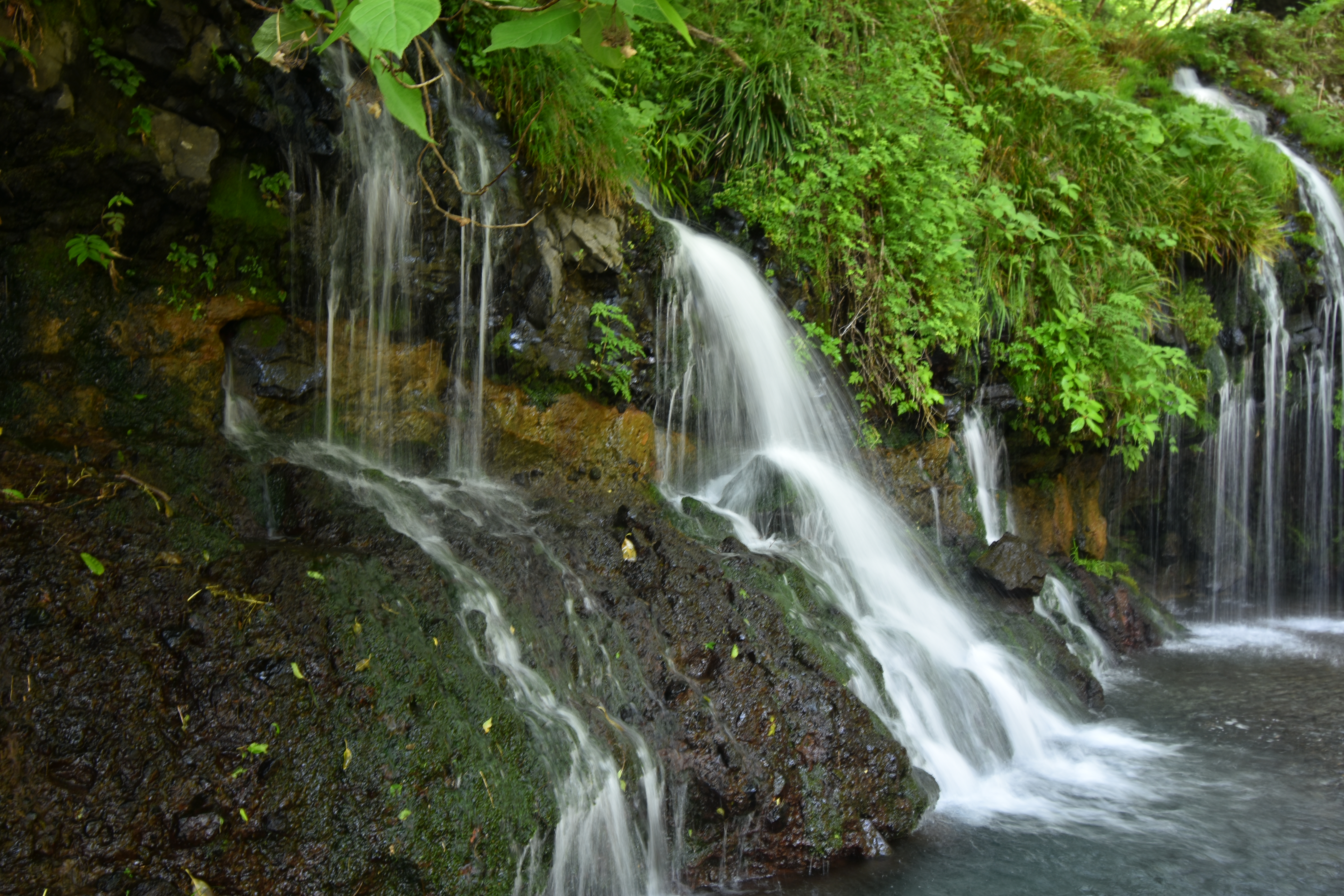
古富士泥流と富士山溶岩流の境界（陣馬の滝）

古富士泥流層は、この古富士の火山活動の末期の泥流を含んだ火砕流の流出によって形成された。火口から噴出した火山砂、火山灰が大量の水蒸気とともに噴き出し滝に勢いよく流れ斜面を下り、川筋に入り込み谷を埋めるように流れていき、堆積することで地層を形成した。
泥流は四方に流下し、西麓、富士宮市から富士市にかけて天子ヶ岳、大石寺の北側田貫湖周辺からその南の広範囲に、北東では山梨県の都留市から大月を経てさらには富士山から約40キロメートル先の猿橋まで、東麓では御殿場から小山町までのJR御殿場線の両側、須走登山道と御殿場登山道に囲まれた馬返しより下部に古富士泥流層の存在が確認されている。
新富士となったのちの2,900年前の噴火では、泥流は御殿場を源流する鮎沢川（静岡県外では酒匂川と呼ばれる）の谷間に流れ込み、相模湾沿岸まで達したという。この泥流堆積物＝御殿場泥流が現在の御殿場一帯の扇状の地を作り上げ、その層は最大で50メートルもの厚みがある。鮎沢川から酒匂川では平均20 - 30メートルもの泥流堆積物が谷を埋めたことにより、それまでの谷の態様を翻した。酒匂川に合流する多くの谷でも、泥流が流れをさかのぼったことで谷の出口が塞がり、一時的な天然ダムが形成されたことが確認されている。また酒匂川では御殿場泥流によって他の下流平野で見られるような貝塚が埋められてしまったと考えられ、発見されていない。
古富士火山の造山活動は、それまで海を巡らせていた富士を、北側に位置する御坂山脈や南東の箱根山まで繋げてしまった。このつながりによってできた広大な裾野には湖や川が誕生し、それこそ今日の富士五湖といわれる一連の湖の原型となった。

## 成分
この泥流堆積物の成分はごつごつした玄武岩角礫から亜円礫を含んでいる凝灰角礫岩である。性質としては、水を通しにくい不透水層で、白糸の滝の下部などでみられる。古富士は激しく活動しており、何度かの爆発を繰り返していたとみられる。古富士は休眠期を経たのち、現在の富士山（新富士火山）が形成される過程でたび重なる火山活動によって溶岩層と火山噴出物層が堆積していった結果、今から5,000年前には覆い隠されてしまった。その後の宝永山噴火によって宝永大噴火口の近くの露出した赤石と呼ばれる山頂が現在見ることのできる古富士の姿である。
古富士火山はまた、西風に運ばれ関東ローム層の赤土の一部も形成した。関東ローム層の4層のうちの立川ローム層と武蔵野ローム層には古富士火山との関係がみられる。根拠としては、立川ローム層の中から発見された木片の年代と古富士火山の活動年代の一致、武蔵野ローム層と立川ローム層の厚さが武蔵野で6 - 7メートル、相模原付近で15メートル、大磯丘陵地で20メートルと、富士山に近づくにつれ層が厚くなり、それに伴って土の粒が大きくなっていることがあげられる。

## 要因
この泥流が2 - 3万年前に頻繁に火山噴出物として流出した要因として、この時期が最後の氷期と重なることがあげられる。山頂に積もった氷河は噴火の熱によって溶けて水となり、それが火山砂や火山灰と混ざることで泥流となったのだろうと考えられている。古富士の火山活動は富士山の歴史上で最も巨大であり、500℃以上の溶岩が火口から流れ出た。泥流の元となった水蒸気は上空で大きな積乱雲となってあらわれ、泥流の流下速度は実に時速70キロメートル以上だったと考えられる。
また御殿場泥流は泥流堆積物が多種多様の岩片を含み、また噴火の一時的噴出物が不明確であるという泥流蓄積物の特徴や分布の様子から、富士山が山体崩壊し、それに伴って泥流が押し出されたと考えられている。そのときの泥流堆積物は1 - 2立方キロメートルであったことから、想定される山腹の噴火に伴う大きな傷跡はのちの溶岩流などにより修復されたと考えられ、現在は見当たらない。